# 奧孔加特區

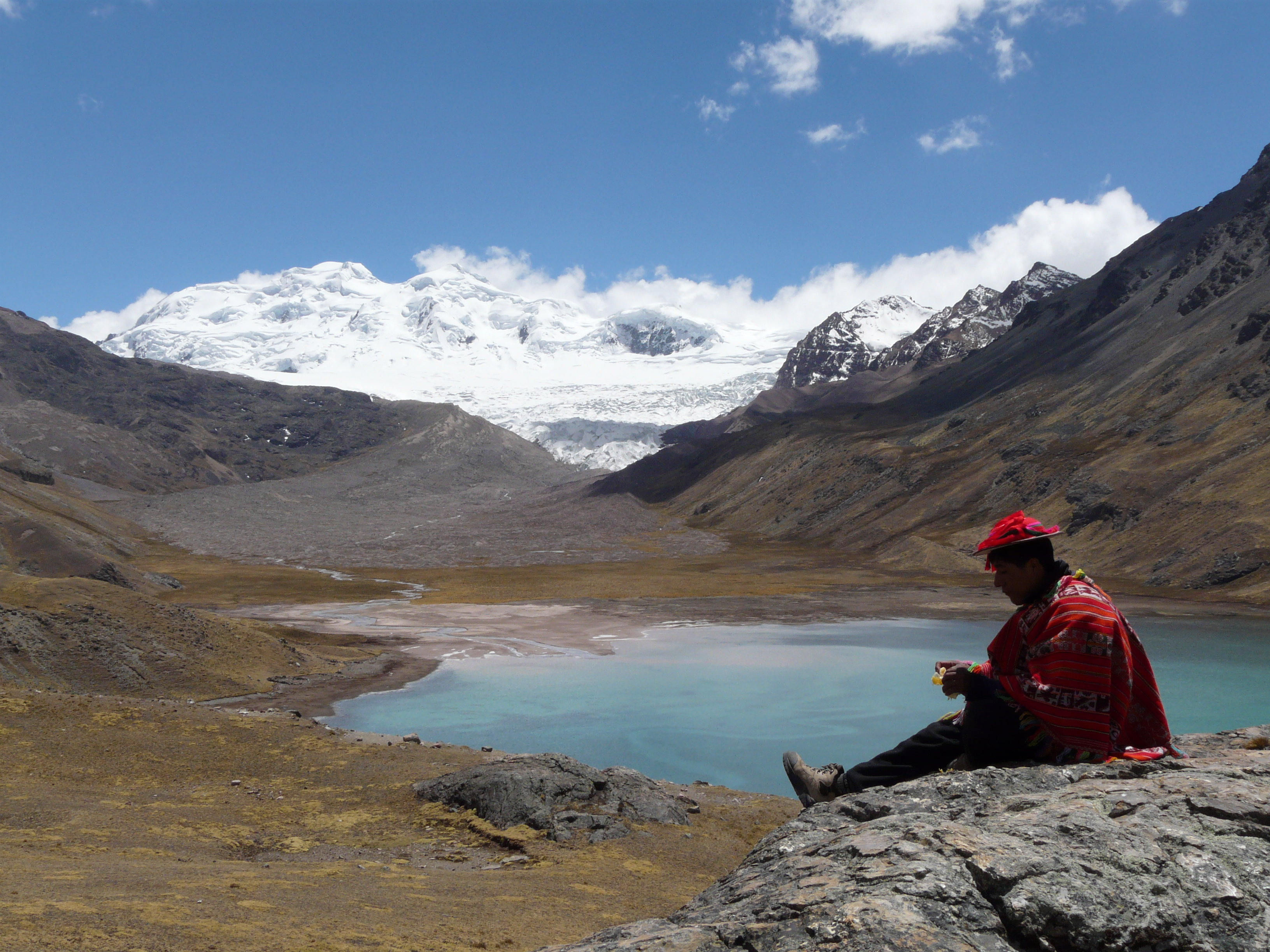

奧孔加特區（西班牙語：Distrito de Ocongate），是秘魯的一個區，位於該國南部庫斯科大區的基斯皮坎奇省，始建於1857年1月2日，面積952.66平方公里，海拔高度3,533米，2005年人口13,872，人口密度每平方公里15人。